# Белькампо
Белькампо (нід. Belcampo, справжнє ім'я: Герман Віхерс (нід. Herman Wichers); *21 липня 1902, Нарден, Північна Голландія, Нідерланди — 2 січня 1990, Гронінген, Нідерланди) — голландський письменник-новеліст і медик.

## Псевдонім
Псевдонім «Белькампо» — це латинізована, зокрема і у варіантах народної латини, приміром італійською версія (насправді буквальний переклад) справжнього прізвища письменника Schönfeld = Schön («прекрасний/а/е») + feld («поле») → Bel + campo (Белькампо). Вважається також, що псевдонім є даниною автора творчості відомого німецького романтика Ернста Теодора Амадея Гофманна (1776–1822), адже так (П'єтро Белькампо) звали одного з персонажів гофманівського роману «Еліксир сатани».

## Біографія
Дитинство Германа Пітера Шенфельда Віхерса минуло в тихому містечку Рейсен, яке потім він опише в оповіданні «Велика подія» (Het grote gebeuren, 1946).
Навчався Герман Віхерс у Лейдені та в Амстердамі, вивчав нотаріальне право та деякий час працював за спеціальністю — в юридичній фірмі.
У 1930-х роках майбутній письменник вирушив у мандрівку низкою європейських країн. Враження від поїздки Шенфельд Віхерс виклав у дорожніх нотатках, названих «Мандри Белькампо», які побачили світ у 1938 році. Вони розповсюджувались у самвидаві (вперше оповідання Белькампо надрукували в 1934 році).
13 квітня 1949 року він склав лікарські іспити, але протягом 1953–1967 років продовжував вивчати медицину в Гронінгені. Потім вів лікарську практику, розпочавши її у 47 років (1949) і закінчивши з виходом на пенсію в 1967 році, де почав займатися літературною діяльністю.
Помер Герман Віхерс 2 січня 1990 року в Рейсені, де його поховали на міському кладовищі.

## Пам'ять
З огляду на контраверсійну постать письменника, всі спроби назвати на честь Белькампо вулицю в Рейсені або встановити меморіальну табличку наразилися на радикальний опір, у першу чергу, церковних служителів. Проте восени 2007 року погруддя Шенфельда Віхерса з'явилося на час виставки його доробку в Рейсенській публічній бібліотеці.
У Батмені, де Шенфельд Віхерс деякий час був домашнім лікарем, письменника вшановано встановленим бронзовим пам'ятником, зберігається будинок Белькампо.

## Нагороди
Белькампо був нагороджений низкою національних літературних премій:
- 1956 — Marianne Philips-prijs[nl] за життєві досягнення;
- 1959 — Prijs van de Stichting Kunstenaarsverzet 1942-1945[nl] за прозову творчість;
- 1960 — Hendrik de Vriesprijs[nl] за життєві досягнення;
- 1983 — Tollens-prijs[nl] за життєві досягнення.

## Доробок
Вважається, що своєю літературною творчістю Белькампо продовжував традиції німецького романтизму, зокрема Ернста Гофмана. Загалом критики відносять доробок новеліста до фантастичної літератури, в якій примхливо змішуються реальні факти й ситуації, поетика абсолютно буденних речей і водночас дивовижна фантастика, гротеск і міфологія. Белькампо є одним з основоположників нідерландської фантастики. Окрім оповідань виділяється фантастико-утопічний роман автора "Верландія" [Voorland] (1926), у якому зображено кастово детерміноване суспільство майбутнього, випередив класичну антиутопію "Про чудовий новий світ" О. Хакслі. У циклі оповідань зі збірки "Приховане" (1964) письменник розглядає весь Всесвіт - неживу і живу - як єдиний організм.

## Твори
- 1934 — De verhalen van Belcampo
- 1938 — De zwerftocht van Belcampo
- 1946 — Nieuwe verhalen van Belcampo
- 1950 — Sprongen in de branding
- 1953 — Liefdes verbijstering
- 1958 — Groningen
- 1958 — De fantasieën van Belcampo
- 1958 — Het grote gebeuren, met zeven houtsneden van Hans Peter Doebele
- 1959 — Het grote gebeuren. Een verhaal, met illustraties van E. Puettmann
- 1959 — Tussen hemel en afgrond
- 1962 — Bevroren vuurwerk. Een keuze uit de verhalen van Belcampo
- 1963 — Luchtspiegelingen, bundel van De verhalen, Nieuwe Verhalen, Sprongen in de branding, Liefdes verbijstering, Tussen hemel en afgrond
- 1964 — Verborgenheden
- 1966 — Rijswijk in zijn historie bezien
- 1968 — De ideale dahlia, verhalen
- 1972 — De filosofie van het belcampisme
- 1975 — De toverlantaarn van het christendom
- 1975 — Kruis of munt. De wijsgerige verhalen
- 1975 — Het grote gebeuren. De verhalen van Rijssen en Amsterdam
- 1975 — Het woeste paard. De bizarre verhalen
- 1976 — De dingen de baas, verhalen
- 1979 — Rozen op de rails
- 1979 — Al zijn fantasieën, waarin opgenomen: Luchtspiegelingen, Verborgenheden, De ideale dahlia
- 1982 — De drie liefdes van tante Bertha
- 1989 — Pandora's album
- 1996 — De wondere wereld van Belcampo

## Видання

### Видання українською
Серед україномовних перекладів творів письменника — оповідання «Зізнання» («Всесвіт» № 5-6 за 2000 рік), оповідання «Розповідь Остергойса» («Всесвіт» № 11-12 за 2001 рік); до антології нідерландської прози, що вийшла друком у 2005 році (К.: «Юніверс», упорядкування й переклад Я. Довгополого) ввійшли 2 новели Белькампо — «Велика подія» та «Музей»; нарешті в 2006 році у тому ж «Юніверсі» у серії «Нідерландська література ХХ сторіччя» за підтримки Фонду видання і перекладу нідерландської літератури (Nederlandse Literair Produkti-en Vertalingenfonds) вийшла невелика антологія Белькампо «Заморожений феєрверк», куди ввійшли 9 оповідань автора, включно з 4 раніше опублікованими.

### Видання російською
Російськомовна збірка вибраних творів з 10 творів Белькампо вийшла у 1987 році у Москві, видавництвом «Радуга».

## Цікаві факти
- Белькампо є творцем так званої форми подачі інформації про себе «антипаблісіті», адже до середини 1940-х років, коли його твори вже стали популярнішими, про їхнього автора було майже нічого не відомо, включно ім'я людини, яка ховалася за псевдонімом Белькампо. Деякі періоди його життя і творчості досі лишаються маловідомими.
- У рамках такого курсу «антипаблісіті» Белькампо якось зважився надати своє фото одному літературному часопису. Але на цьому фото, надісланому до редакції, була знята лише потилиця письменника[2].